# Vilamorena (muntanya)
Vilamorena és una muntanya de 580 metres que es troba al municipi de Santa Maria d'Oló, a la comarca del Moianès. Al cim podem trobar-hi un vèrtex geodèsic (referència 285105001).